# Cmentarz żydowski w Wolsztynie
Cmentarz żydowski w Wolsztynie – kirkut mieści się przy ul. Powstańców Wielkopolskich. W czasie okupacji hitlerowskiej został zdewastowany. Nie zachowały się na nim żadne macewy. Ma powierzchnię 2 ha. Częściowo na jego terenie znajduje się cmentarz jeniecki.